# Plutella mariae
Plutella mariae is een vlinder uit de familie koolmotten (Plutellidae). De wetenschappelijke naam is voor het eerst geldig gepubliceerd in 1923 door Rebel.
De soort komt voor in Europa.